# Héctor Velázquez-Mejía
Héctor Raúl Velázquez-Mejía (Boconó, 31 de julio de 1951 - Nueva York, 27 de junio de 2020) fue un locutor y periodista venezolano. Fue conocido por su trayectoria como locutor en diversos medios de comunicación venezolanos y estadounidenses, incluyendo CNN en Español y Voz de América.

## Reseña biográfica
Héctor Velázquez-Mejía nació en Boconó, Venezuela el 31 de julio de 1951. Se introdujo en actividades relacionadas con la radio a temprana edad, puesto que su padre trabajaba en medios de comunicación.
Estudió Administración de Empresas y Contaduría en la Universidad de Los Andes (Venezuela). Poco después de culminar sus estudios universitarios fue admitido en la Universidad de Maryland para comenzar un programa de MBA en la Universidad de Maryland.
Trabajó en Radio Universidad, Radio Los Andes y Radio Cumbre en Mérida (Venezuela) hasta 1985, año en el que fue contratado por Voz de América en Washington D. C., allí fue presentador, editor, escritor y traductor por 15 años en las ciudades de Los Ángeles, Atlanta y Miami. En el año 2000 comenzó a trabajar para CNN en Español en Los Ángeles y Nueva York como reportero y redactor hasta 2008. 
Volvió a la radio merideña en el año 2016, y junto con su hija Maria Virginia Velázquez, creó un programa titulado Un Café Por La Mañana, en la señal 88.7 FM del circuito FM Center.
Vivió en Nueva York desde 2006, y allí falleció el 27 de junio de 2020.

## Distinciones
- Mención (Premio Periodístico de Voz de América)[3]